# The Sultan's Wife
The Sultan's Wife è un film statunitense del 1917, diretto da Clarence G. Badger, con Gloria Swanson.

## Trama
I due fidanzati Bobby e Gloria si trovano su un battello, dell’equipaggio del quale fanno parte anche una scimmietta ed un grosso cane.
Quando sbarcano in una località dell’India, il rajah locale rapisce Gloria per annetterla al proprio harem.
Bobby riuscirà a liberarla, con il prezioso aiuto del cane e della scimmia, e col contributo di una congiura di “scontenti scapoli” (dissatisfied bachelors), che ritengono il rajah responsabile di aver tolto dalla circolazione tutte le ragazze più belle.